# المكافحة الميكانيكية للأعشاب الضارة

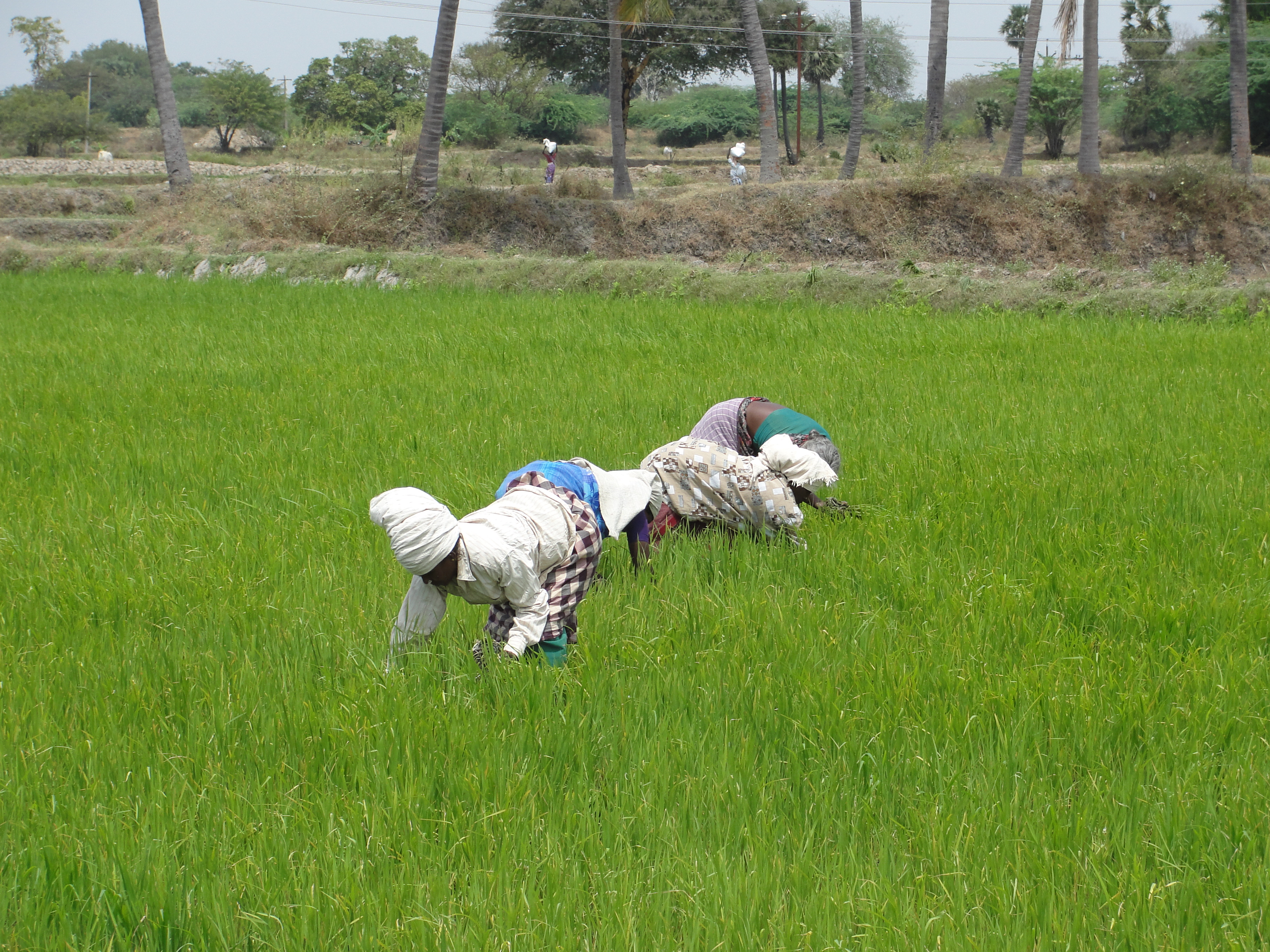
إزالة الأعشاب الضارة

المكافحة الميكانيكية للأعشاب الضارة هي نشاط بدني يمنع نمو النبات غير المرغوب فيها. تقنيات مكافحة الحشائش الميكانيكية أو اليدوية تدير مجموعات الحشائش من خلال الطرق الفيزيائية التي تزيل أو تصيب أو تقتل أو تجعل ظروف النمو غير مواتية. تسبب بعض هذه الطرق ضررًا مباشرًا للأعشاب الضارة من خلال الإزالة الكاملة أو التسبب في إصابة مميتة. قد تغير التقنيات الأخرى بيئة النمو عن طريق القضاء على الضوء، أو زيادة درجة حرارة التربة، أو حرمان النبات من ثاني أكسيد الكربون أو الأكسجين. يمكن أن تكون تقنيات التحكم الميكانيكي إما انتقائية أو غير انتقائية. الطريقة الانتقائية لها تأثير ضئيل للغاية على النباتات غير المستهدفة حيث تؤثر طريقة غير انتقائية على المنطقة بأكملها التي تتم معالجتها. إذا تم تطبيق طرق المكافحة الميكانيكية في الوقت الأمثل والشدة، يمكن السيطرة على بعض أنواع الأعشاب الضارة أو حتى القضاء عليها.

## طرق التحكم الميكانيكية

### سحب الأعشاب
طرق السحب اقتلاع وإزالة الأعشاب الضارة من التربة. يمكن استخدام عملية سحب الحشائش للسيطرة على بعض الشجيرات وشتلات الأشجار والنباتات العشبية. تميل الأعشاب الحولية وذات الجذور إلى أن تكون شديدة التأثر بالانتزاع. العديد من الأنواع قادرة على الإنبات من أجزاء الجذر التي تركت في التربة. لذلك، فإن فعالية هذه الطريقة تعتمد على إزالة أكبر قدر ممكن من نظام الجذر. يتم التحكم في الأعشاب المعمرة الراسخة بشكل أقل فاعلية بسبب صعوبة إزالة كل نظام الجذر وأجزاء النبات المعمرة. يمكن سحب الأعشاب العشبية الصغيرة يدويًا ولكن النباتات الكبيرة قد تتطلب استخدام أدوات سحب مثل Weed Wrench أو Root Talon. هذه التقنية لها تأثير ضئيل أو معدوم على النباتات المجاورة وغير المستهدفة ولها تأثير ضئيل على البيئة المتنامية. ومع ذلك، فإن السحب يتطلب عمالة مكثفة ويستغرق وقتًا طويلاً، مما يجعله طريقة أكثر ملاءمة لاستخدامها في حالات انتشار الحشائش الصغيرة.

### المحشة
تعمل طرق المحشة أو القصّ على قطع أو تمزيق سطح الأرض من الحشائش ويمكن أن تمنع وتقلل من تجمعات البذور بالإضافة إلى تقييد نمو الحشائش. يمكن أن يكون القص طريقة تحكم ناجحة للغاية للعديد من الحشائش السنوية. يعتبر القص هو الأكثر فعالية عندما يتم إجراؤه قبل أن تتمكن الحشائش من وضع البذور لأنه يمكن أن يقلل عدد سيقان الزهور ويمنع انتشار المزيد من البذور. ومع ذلك، يجب مراعاة بيولوجيا الحشائش قبل القص. قد تنبت بعض أنواع الحشائش بقوة متزايدة بعد قصها. أيضًا، بعض الأنواع قادرة على إعادة الإنبات من أجزاء الساق أو الجذر التي تُركت بعد القص. قطع الفرشاة وتناول الحشائش هي أيضًا تقنيات جز تقلل الكتلة الحيوية للأعشاب الضارة. تؤدي إزالة الكتلة الحيوية بشكل متكرر إلى انخفاض النشاط في العديد من أنواع الأعشاب الضارة. تُستخدم هذه الطريقة عادةً مع طرق التحكم الأخرى مثل الحرق أو العلاج بمبيدات الأعشاب.

### الغطاء العضوس
الغطاء العضوي أو النشارة هي طبقةٌ من المواد التي تنتشر على الأرض. بالمقارنة مع بعض الطرق الأخرى لمكافحة الحشائش، فإن التغطية بسيطة نسبيًا وغير مكلفة. المهاد يخنق الحشائش عن طريق استبعاد الضوء وتوفير حاجز مادي يعيق ظهورها. يعتبر التغطية ناجحة مع معظم الحشائش السنوية، ومع ذلك، لا تتأثر بعض الحشائش المعمرة. قد تكون النشارة عضوية أو صناعية. تتكون النشارة العضوية من نبات عن طريق منتجات مثل: قش الصنوبر ورقائق الخشب والنفايات الخضراء والسماد والأوراق ومقصات العشب. يمكن تصنيع المهاد الصناعي، المعروف أيضًا باسم نسيج الغطاء الأرضي، من مواد مثل البولي إيثيلين أو البولي بروبلين أو البوليستر. تعتمد فعالية التغطية في الغالب على المواد المستخدمة. يمكن استخدام المهاد العضوي والاصطناعي مع بعضهما البعض لزيادة كمية الحشائش التي يتم التحكم فيها.

### الحرث
الحرث، المعروف أيضًا باسم الزراعة، هو قلب التربة. غالبًا ما تستخدم هذه الطريقة في المحاصيل الزراعية. يمكن إجراء الحراثة على نطاق صغير باستخدام أدوات مثل الحراثة الدوارة الصغيرة التي يتم دفعها يدويًا أو على نطاق واسع باستخدام المحاريث المثبتة على الجرار. الحراثة قادرة على السيطرة على الحشائش لأنه عندما تنقلب التربة، تتضرر الأجزاء النباتية للنباتات وتتعرض أنظمة الجذور للجفاف. بشكل عام، كلما كانت الحشائش أصغر، زادت سهولة التحكم فيها بالحراثة. للسيطرة على الحشائش المعمرة الناضجة، الحرث المتكرر ضروري. من خلال التدمير المستمر للنمو الجديد وإتلاف نظام الجذر، يتم استنفاد مخازن طعام الأعشاب الضارة حتى لا يعود بإمكانها إعادة الإنبات. أيضًا، عندما تنقلب التربة، يتم تعطيل بنك بذور التربة مما قد يتسبب في إنبات بذور الأعشاب الخامدة في غياب المنافسين السابقين. يمكن أيضًا مكافحة هذه الحشائش الجديدة عن طريق الحرث المستمر حتى استنفاد بنك بذور التربة.

### تشميس التربة
تشميس التربة هو طريقة بسيطة لمكافحة الحشائش يتم تحقيقها من خلال تغطية التربة بطبقة من البلاستيك الشفاف أو الأسود. يحبس البلاستيك الذي يغطي الأرض الطاقة الحرارية من الشمس ويرفع درجة حرارة التربة. العديد من بذور الحشائش والتكاثر الخضري غير قادرة على تحمل درجات الحرارة وتقتل. لكي تكون هذه الطريقة أكثر فاعلية، يجب تنفيذها خلال أشهر الصيف ويجب أن تكون التربة رطبة. كما أن الأعشاب الموسمية الباردة أكثر عرضة لتشمس التربة من الأعشاب الدافئة في الموسم. يستبعد استخدام البلاستيك الأسود كغطاء الضوء الذي يمكن أن يساعد في التحكم في النباتات التي تنمو بينما ثبت أن البلاستيك الشفاف ينتج درجات حرارة أعلى للتربة.

### الحَرق
يمكن أن يكون الحرق واللهب طرقًا اقتصادية وعملية لمكافحة الحشائش إذا تم استخدامها بعناية. بالنسبة لمعظم النباتات، يتسبب الحريق في تمزق جدران الخلايا عند وصولها إلى درجة حرارة 45 درجة مئوية إلى 55 درجة مئوية. يشيع استخدام الحرق للسيطرة على الحشائش في الغابات والخنادق وجوانب الطرق. يمكن استخدام الحرق لإزالة الغطاء النباتي المتراكم عن طريق تدمير المادة النباتية الجافة الناضجة وكذلك قتل النمو الأخضر الجديد. يمكن أيضًا تدمير بذور الأعشاب المدفونة ونباتات التكاثر أثناء الاحتراق، ومع ذلك، فإن البذور الجافة أقل عرضة لزيادة درجة الحرارة. يستخدم اللهب على نطاق أصغر ويتضمن استخدام مشعل البروبان مع طرف مروحة. يمكن استخدام اللهب للسيطرة على الحشائش على طول الأسوار والمناطق المرصوفة أو الأماكن التي قد تكون فيها التربة رطبة جدًا بحيث يتعذر معها الحفر أو الحفر أو الحرث. يكون الاشتعال أكثر فاعلية على الحشائش الصغيرة التي يقل طولها عن بوصتين ولكن العلاجات المتكررة قد تتحكم في الحشائش المعمرة الأكثر صرامة.

### الفيضانات
الفيضانات هي طريقة للسيطرة تتطلب أن تكون المنطقة المعالجة مشبعة على عمق 15 إلى 30 سم لمدة 3 إلى 8 أسابيع. يقلل تشبع التربة من توافر الأكسجين لجذور النبات وبالتالي قتل الأعشاب الضارة. وقد ثبت أن هذه الطريقة فعالة للغاية في السيطرة على إنشاء الحشائش المعمرة وقد تقضي أيضًا على الحشائش السنوية عن طريق تقليل أعداد بذور الحشائش.

## آثار التحكم الميكانيكي على البيئة
تسبب الطرق الميكانيكية لمكافحة الحشائش تغيرات فيزيائية في البيئة المباشرة قد تسبب آثارًا إيجابية أو سلبية. إن قمع الحشائش المستهدفة سيفتح منافذ في البيئة وقد يحفز أيضًا نمو الأعشاب الأخرى عن طريق تقليل تنافسها وجعل بيئتها أكثر ملاءمة. إذا لم يتم ملء المنافذ بنبات مرغوب فيه، فسيتم الاستيلاء عليها في النهاية بواسطة عشب آخر. تؤثر طرق مكافحة الحشائش هذه أيضًا على بنية التربة. يمكن أن يساعد استخدام المهاد في تقليل التعرية وتقليل تبخر المياه من التربة وكذلك تحسين بنية التربة عن طريق زيادة كمية المواد العضوية. يمكن أن تساعد ممارسات الحراثة في تقليل الضغط وتهوية التربة. من ناحية أخرى، فقد ثبت أن الحرث يقلل من رطوبة التربة، ويزيد من تآكل التربة والجريان السطحي، وكذلك يقلل من الميكروبات في التربة. يمكن أن تسبب الطاقة الشمسية تغييرات في الخصائص البيولوجية والفيزيائية والكيميائية للتربة. يمكن أن يتسبب هذا في أن تكون التربة بيئة غير مواتية للأنواع المحلية التي قد تكون مفيدة أو ضارة.